# Jan van Deinsen
Jan van Deinsen (* 19. června 1953, Tiel) je bývalý nizozemský fotbalista, záložník.

## Fotbalová kariéra
V nizozemské lize hrál za NEC Nijmegen, Go Ahead Eagles a Feyenoord, nastoupil ve 275 ligových utkáních a dal 39 gólů. S Feyenoordem získal v roce 1980 Nizozemský fotbalový pohár. V Poháru vítězů pohárů nastoupil v 5 utkáních a dal 2 góly a v Poháru UEFA nastoupil ve 20 utkáních a dal 2 góly. Za nizozemskou reprezentaci nastoupil v roce 1980 v 1 utkáních. Byl členem nizozemské reprezentace na Mistrovství Evropy ve fotbale 1976, kde Nizozemí získalo bronzové medaile za 3. místo, ale v utkání nenastoupil.

## Ligová bilance
| Ročník                    | Zápasy | Góly | Klub            |
| ------------------------- | ------ | ---- | --------------- |
| Eredivisie 1971/1972      | 9      | 1    | NEC Nijmegen    |
| Eredivisie 1972/1973      | 29     | 2    | NEC Nijmegen    |
| Eredivisie 1973/1974      | 22     | 6    | NEC Nijmegen    |
| Eredivisie 1974/1975      | 19     | 2    | Go Ahead Eagles |
| Eredivisie 1975/1976      | 34     | 5    | Go Ahead Eagles |
| Eredivisie 1976/1977      | 33     | 4    | Feyenoord       |
| Eredivisie 1977/1978      | 8      | 0    | Feyenoord       |
| Eredivisie 1978/1979      | 23     | 5    | Feyenoord       |
| Eredivisie 1979/1980      | 30     | 3    | Feyenoord       |
| Eredivisie 1980/1981      | 23     | 2    | Feyenoord       |
| Eredivisie 1981/1982      | 32     | 9    | Feyenoord       |
| Eredivisie 1982/1983      | 15     | 0    | Feyenoord       |
| CELKEM 1. nizozemská liga | 277    | 39   |                 |